# Rujak

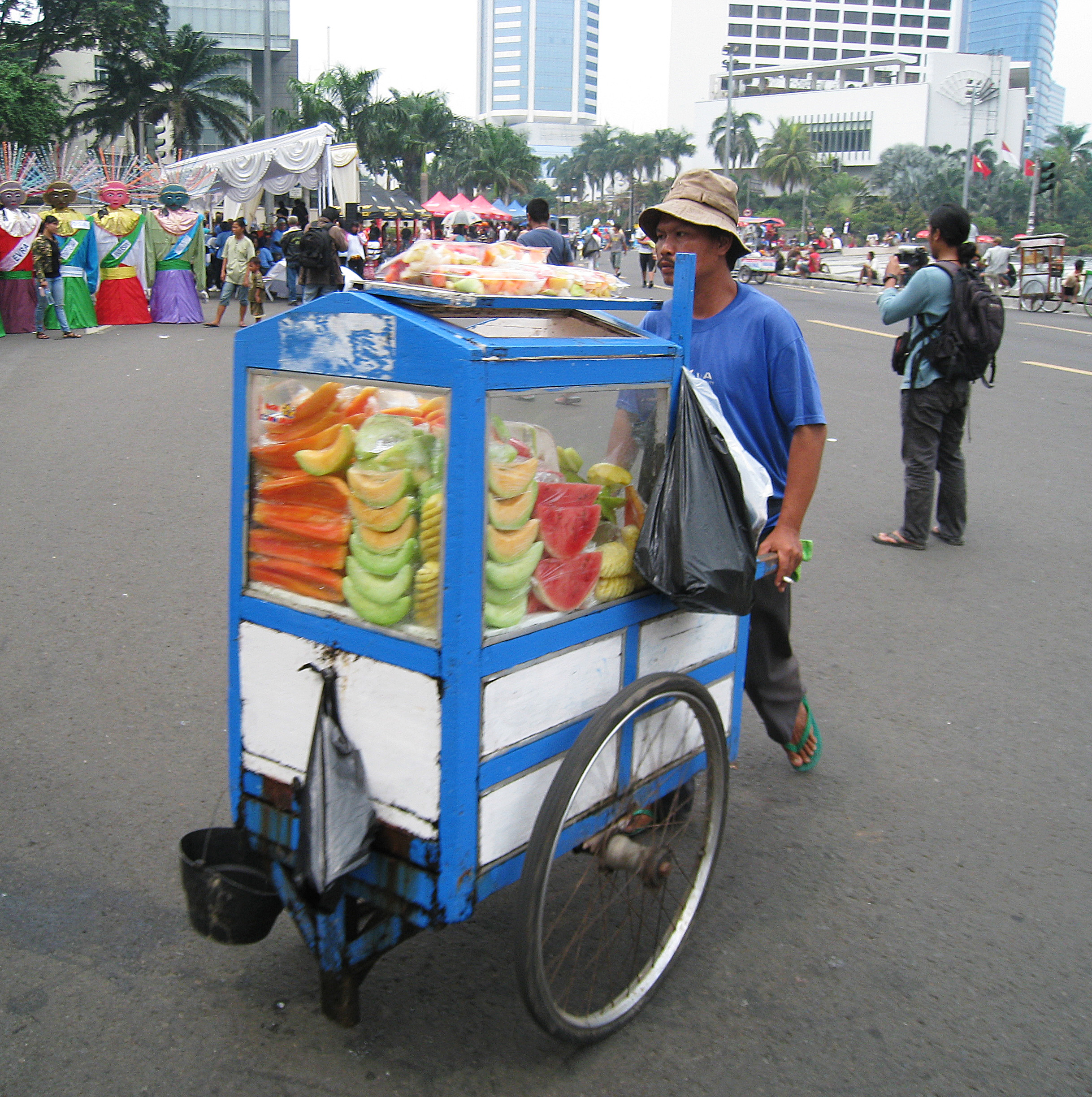
Rujak-Straßenverkäufer in Jakarta

Rujak (auch Rojak) ist ein traditioneller javanischer Salat, der aus einer Mischung von Gemüse, Obst und süß-scharfer Soße besteht. Er lässt sich in Indonesien, Malaysia und Singapur finden. In Indonesien heißt dieser traditionelle Salat Rujak, während er in Singapur und Malaysia Rojak genannt wird und dort von der indischen Küche stark beeinflusst wird. Wegen der weiten Verbreitung in Indonesien kann man das Gericht überall finden, oft auch als Street Food.

## Variationen in Indonesien

### Rujak Cingur
Das Gericht, das in Jawa Timur sehr beliebt ist, besteht aus Gurke, Rinderschnauze (Cingur), Ananas, Wasserspinat, Tofu, Tempeh. Angerichtet wird es mit Petis, einer schwarzen Soße aus gemörserten Erdnüssen, Shrimpaste und Chili. Rujak Cingur stammt aus Surabaya, der Hauptstadt von Jawa Timur. Die Mischung von Gemüse, Obst und der Soße erzeugt einen durchmischten Geschmack von süß, scharf und sauer. In Surabaya findet jährlich das Rujak Uleg Festival statt, bei dem verschiedene Teams in einem Wettstreit das beste Rujak herstellen.

### Rujak Manis

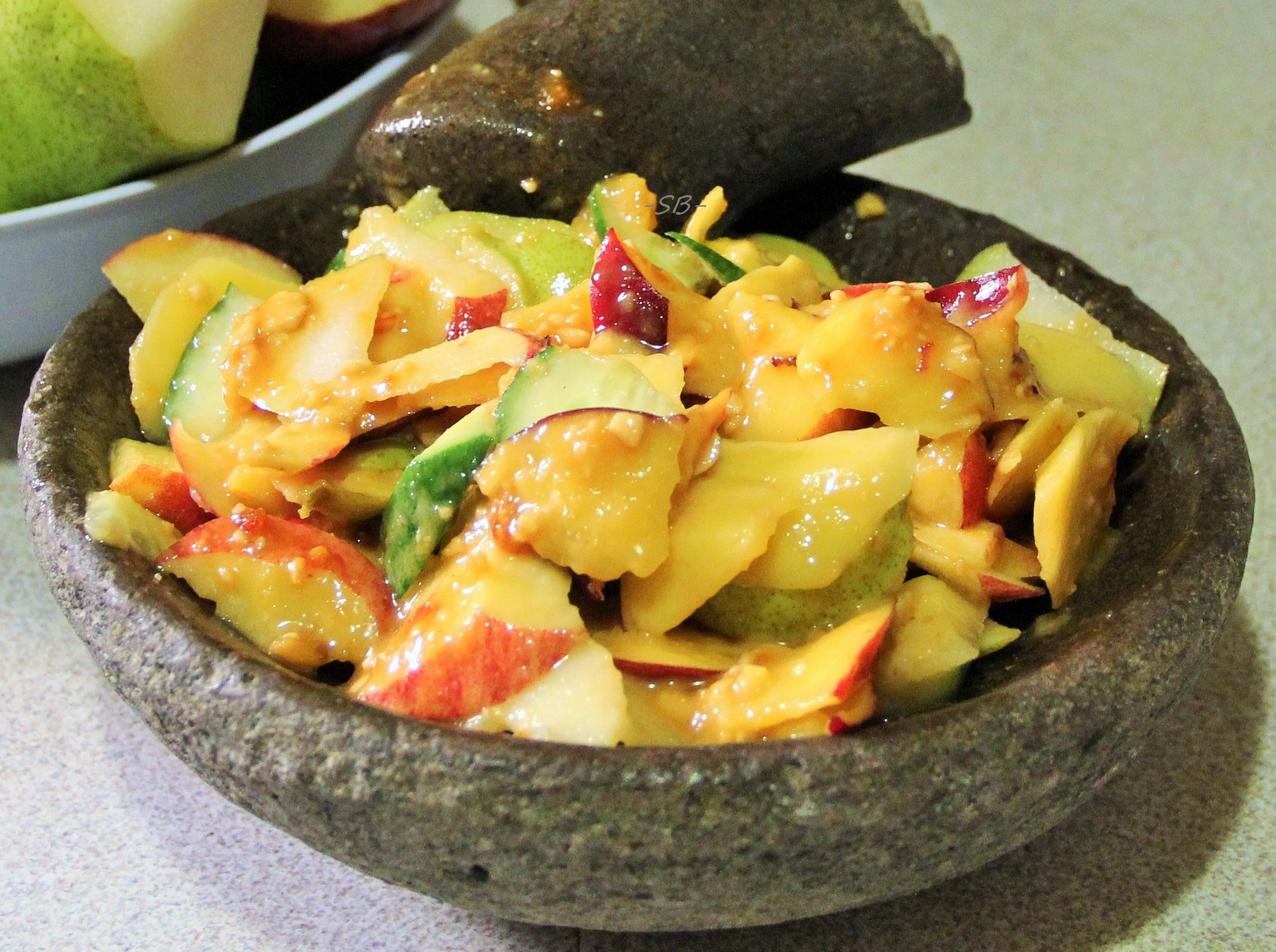
Rujak Manis, serviert in einem Mörser

Das Gericht ähnelt einem Obstsalat. Es besteht aus bissfestem Obst wie Mango oder Äpfeln sowie Gurke. Dazu serviert man eine Soße aus Palmzucker, gemörserten Erdnüssen, Tamarinde und je nach Geschmack Chili. Rujak Manis wird normalerweise als Nachtisch zubereitet.

### Rujak Soto
Diese Spezialität stammt aus Banyuwangi im Osten Javas. Sie besteht aus einer Mischung von Soto, einer gelblichen Suppe, und Rujak. Normalerweise wird das Rujak zuerst angerichtet und danach wird die Brühe des Sotos hinzugegeben.

### Rujak Tahu
Rujak Tahu ist eine Kombination aus Mungobohnensprossen, Tofu, Gurke und süßer Soße, die aus Palmzucker zubereitet wird. Diese Speise stammt aus Palembang auf Sumatra und wird mit Emping und frittierten Schalotten gegessen.

### Rujak Bebeg
Rujak Bebeg ist ein Rujak aus Westjava, insbesondere Bogor. Die Zutaten sind ähnlich wie beim klassischen Rujak, der einzige Unterschied ist, dass alle Zutaten zerkleinert und zermahlen werden. Daher stammt auch der Name, denn bebeg bedeutet zermahlen.

### Rujak Kuah Pindang
Diese Rujak-Spezialität kommt aus Bali und verwendet Meeresfrüchte als Grundlage für die Soße. Neben der Shrimp-Paste für die Soße wird ebenfalls Pindang beigemischt, einer Methode zur Konservierung von Fisch. Der Salat selbst besteht aus frischen tropischen Früchten.